# 速瀬羽柴
速瀬 羽柴（はやせ はしば）は、日本の漫画家。血液型はA型。

## 来歴・特徴
『Simoun』のコミカライズで名を馳せる。主として『漫画ばんがいち』（コアマガジン）、『コミック百合姫S』（一迅社）に作品を発表していた。黒髪の登場人物を描く傾向にあるため、一見画面が暗く見えることもある。内容は、伝奇的なものから、若者の青春の悩みを描いたものまであり、基本は純愛系の物語である。登場人物の心理描写がきめ細かく、意志の強い女性を描く傾向にある。
女の子はできれば死んだり傷ついたりしないようにしたいと願っており、かわいいけれども、人形のようではない生き生きとしたキャラクターを描くことを志しているという。一人称は「オレ」。

## 作品リスト

### 単行本
1. 『Overture』 2001年1月発売、蒼竜社〈プラザコミックス〉 、ISBN 4-88386-076-0
2. 『少女遊戯』 2002年3月発売、ヒット出版社〈セラフィンコミックス〉、ISBN 4-89465-198-X
3. 『GARLAND（ガーランド）』 2004年10月発売、茜新社〈TENMA COMICS J〉、ISBN 4-87182-698-8
「NO TITLE」・「龍穴」・「Famme－Enfant」・「きのう・きょう・あした」・「魔性」・「明日の空」・「TRAGIC SILENCE 第1話 - 第4話」[注 1]・「in Ruins」・「みみぐらし」・「略奪された１人のメイド」収録
4. 『good Luck chARm』 2005年5月10日発売[3]、コアマガジン〈ホットミルクコミックス〉、ISBN 4-87734-831-X
5. 『Simoun』 2006年10月初版発行（2006年9月発売）、一迅社〈Yuri-Hime COMICS〉、ISBN 4-7580-7010-5
6. 『marriage black』 2011年7月16日発売[4]、一迅社〈IDコミックス 百合姫コミックス〉、ISBN 978-4-7580-7156-7

### 読み切り・連載
※判明しているもののみあげる。
- ああっ喜久子さまっ （comicコーヒーブレイク1996年6月号、富士見出版）
- 祈願  （漫画ばんがいち2001年7月号）
- 春にして君を想う （漫画ばんがいち2002年5月号）
- 彼女の理由 （漫画ばんがいち2003年5月号）
- FANTASIAここにいる君の絵 （漫画ばんがいち2003年12月号）
- リフレイン （漫画ばんがいち2004年6月号）
- DISTANCE （漫画ばんがいち2004年8月号）
- Call （漫画ばんがいち2004年12月号）
- 封 （漫画ばんがいち2005年2月号）
- WELCOME （漫画ばんがいち2005年7月号）
- WISH （漫画ばんがいち2005年10月号）
- COSTUME （漫画ばんがいち2005年12月号）
- 窓辺 （漫画ばんがいち2006年1月号）
- Room （漫画ばんがいち2006年2月号）
- Hands （漫画ばんがいち2012年4月号）
- CHANGE （漫画ばんがいち2012年7月号）
- 帰宅前 （漫画ばんがいち2012年9月号）
- 彼女と服 （漫画ばんがいち2012年10月号）
- SPACE （漫画ばんがいち2013年1月号）
- Tomorrow （漫画ばんがいち2013年4月号）
- 二人と想い出 （漫画ばんがいち2013年5月号）
- STUDY （漫画ばんがいち2013年9月号）
- 百合姫Wildrose
  - BLUE - 第1巻収録
  - Time - 第3巻収録